# Doboszowice

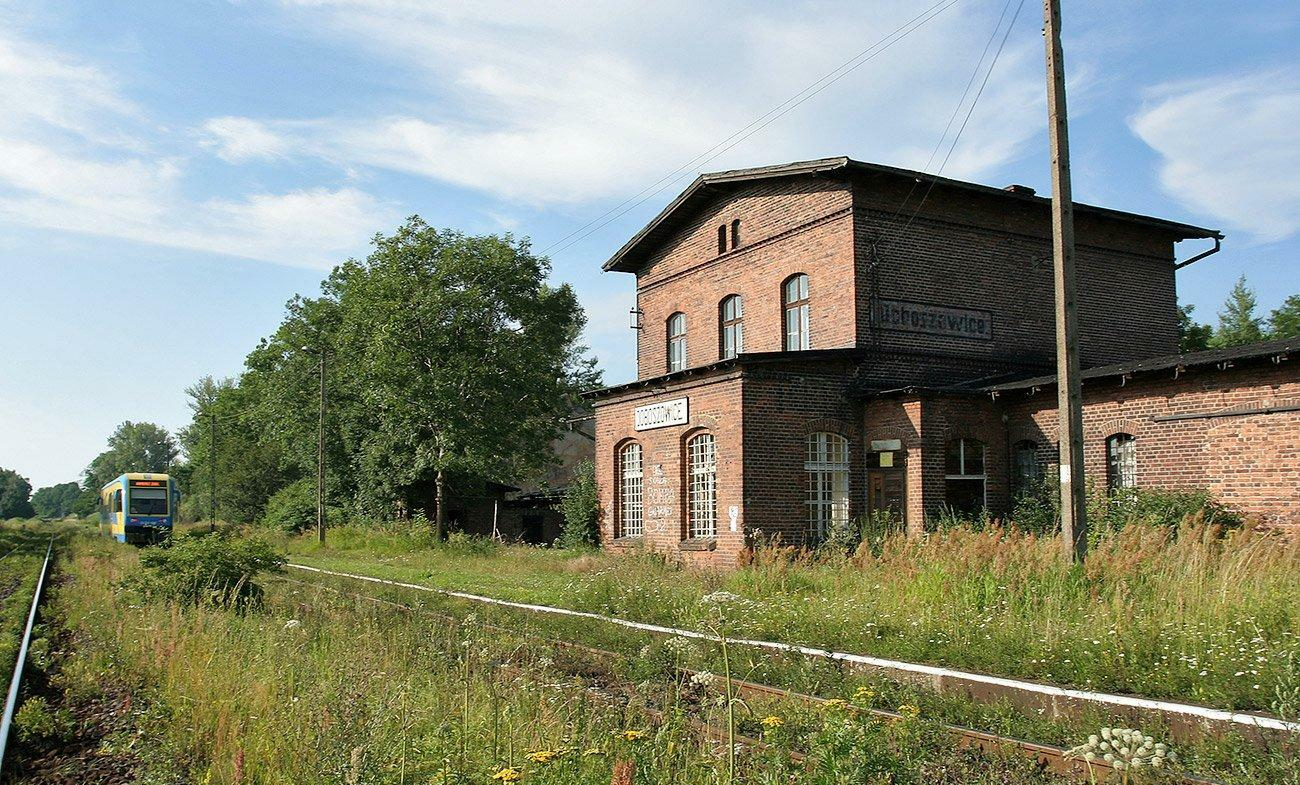
Doboszowice (przystanek kolejowy)

Doboszowice (niem.  Hertwigswalde) – wieś w Polsce, położona w województwie dolnośląskim, w powiecie ząbkowickim, w gminie Kamieniec Ząbkowicki.
| SIMC       | Nazwa     | Rodzaj  |
| ---------- | --------- | ------- |
| nie nadano | Nowy Dwór | kolonia |

W latach 1975–1998 miejscowość administracyjnie należała do województwa wałbrzyskiego. Obecnie znajduje się w województwie dolnośląskim.
Według Narodowego Spisu Powszechnego (III 2011 r.) liczyły 654 mieszkańców. Są trzecią co do wielkości miejscowością gminy Kamieniec Ząbkowicki.
Na południe od wsi znajduje się czynny przystanek kolejowy Doboszowice na linii kolejowej z Kamieńca Ząbkowickiego do Nysy.

## Toponimia
Niemiecki nauczyciel Heinrich Adamy swoim dziele o nazwach miejscowości na Śląsku wydanym w 1888 roku we Wrocławiu klasyfikuje nazwę wsi Hertwigswalde jako pochodzącą od imienia Hartwig. Nazwa Doboszowice jest chrztem komisji UNM.

## Historia
Wieś została założona w 1291 roku przez niemieckich kolonistów. Już w 1293 roku wspomina się o istniejącym kościele. Doboszowice były własnością różnych rodów rycerskich, takich jak von Schaffgotschowie (1465–1537), von Promnitzowie (1537–1585) i von Lichtensteinowie (1687–1747). Do roku 1816 wchodziły w skład księstwa nyskiego i dopiero wtedy zostały włączone do powiatu ziębickiego. W 1874 roku wybudowano linię kolejową łączącą Kamieniec Ząbkowicki z Nysą, co spowodowało powstanie stacji kolejowej w Doboszowicach. W 1926 r. miejsce miał podział majątku ziemskiego.

## Zabytki
Do wojewódzkiego rejestru zabytków wpisany jest:
- zespół kościoła parafialnego pw. św. Mikołaja (z XV–XVIII w.), na który składa się:
  - Kościół św. Mikołaja w Doboszowicach
  - cmentarz (dawniej grzebalny),
  - budynek bramny
  - murowane ogrodzenie z bramą[7].